# ووهیماسینا نورد
ووهیماسینا نورد (به لاتین: Vohimasina Nord) یک منطقهٔ مسکونی در ماداگاسکار است که در ماناکارا-آتسیمو واقع شده‌است. ووهیماسینا نورد ۲۲٬۰۰۰ نفر جمعیت دارد و ۱۹ متر بالاتر از سطح دریا واقع شده‌است.